# Josep Carbonell
Josep Carbonell Rodès (Sant Feliu de Codines, 27 gennaio 1957) è un ex velocista spagnolo.

## Biografia
È stato campione spagnolo sui 100 metri piani nel 1975 (con 10"3) e nel 1981 (con 10"42). È stato inoltre campione spagnolo indoor sui 60 metri piani quattro volte (1975, 1979, 1980, 1981).
Ha partecipato ai Giochi del Mediterraneo del 1975, in cui ha vinto la medaglia di bronzo nei 100 metri.